# Ізвору-де-Жос
Ізвору-де-Жос (рум. Izvoru de Jos) — село у повіті Арджеш в Румунії. Входить до складу комуни Ведя.
Село розташоване на відстані 121 км на захід від Бухареста, 19 км на південний захід від Пітешть, 83 км на північний схід від Крайови, 122 км на південний захід від Брашова.

## Населення
За даними перепису населення 2002 року у селі проживали 143 особи, усі — румуни. Усі жителі села рідною мовою назвали румунську.